# شینگ یو (کماندار)
شینگ یو (انگلیسی: Xing Yu؛ زادهٔ ۱۲ مارس ۱۹۹۱) کماندار اهل چین است. وی در بازی‌های المپیک تابستانی ۲۰۱۲ و ۲۰۱۶ شرکت کرده‌است.